# Hymenodiscus
Hymenodiscus is een geslacht van zeesterren uit de familie Brisingidae. De wetenschappelijke naam van het geslacht werd in 1884 voor het eerst voorgesteld door Edmond Perrier. Hymenodiscus agassizii, de enige soort die hij in het geslacht plaatste, was automatisch de typesoort.

## Soorten
- Hymenodiscus agassizii Perrier, 1884
- Hymenodiscus aotearoa (McKnight, 1973)
- Hymenodiscus armillatus (Sladen, 1889)
- Hymenodiscus beringianus (Korovchinsky, 1976)
- Hymenodiscus coronatus (G.O. Sars, 1872)
- Hymenodiscus distinctus (Sladen, 1889)
- Hymenodiscus exilis (Fisher, 1905)
- Hymenodiscus fragilis (Fisher, 1906)
- Hymenodiscus membranaceus (Sladen, 1889)
- Hymenodiscus monacanthus (H.L. Clark, 1920)
- Hymenodiscus ochotensis (Djakonov, 1950)
- Hymenodiscus pannychius (Fisher, 1928)
- Hymenodiscus pusillus (Fisher, 1917)
- Hymenodiscus submembranaceus (Döderlein, 1927)
- Hymenodiscus tenellus (Ludwig, 1905)
- Hymenodiscus verticillatus (Sladen, 1889)